# 貝爾維德 (特拉華州)
貝爾維德（英語：Belvedere）是位於美國特拉華州紐卡斯爾縣的一個非建制地區。該地的面積和人口皆未知。

## 地理
貝爾維德的座標為39°43′19″N 75°36′56″W / 39.72194°N 75.61556°W，而該地的平均海拔高度為21米（即69英尺）。